# Olaberria (Baskenland)
Olaberria (spanisch Olaberría) ist eine Gemeinde (Municipio) in der Provinz Gipuzkoa im spanischen Baskenland. Sie hat 934 Einwohner (Stand: 2024).

## Geografie
Olaberria liegt etwa 75 Kilometer südöstlich von Bilbao und 35 Kilometer südsüdwestlich von der Provinzhauptstadt Donostia-San Sebastián in einer Höhe von ca. 230 m.

## Bevölkerungsentwicklung
| 1900 | 1950 | 1970 | 1981 | 1991 | 2001 | 2011 | 2021 |
| ---- | ---- | ---- | ---- | ---- | ---- | ---- | ---- |
| 486  | 497  | 1528 | 1430 | 1123 | 936  | 937  | 938  |

## Sehenswürdigkeiten

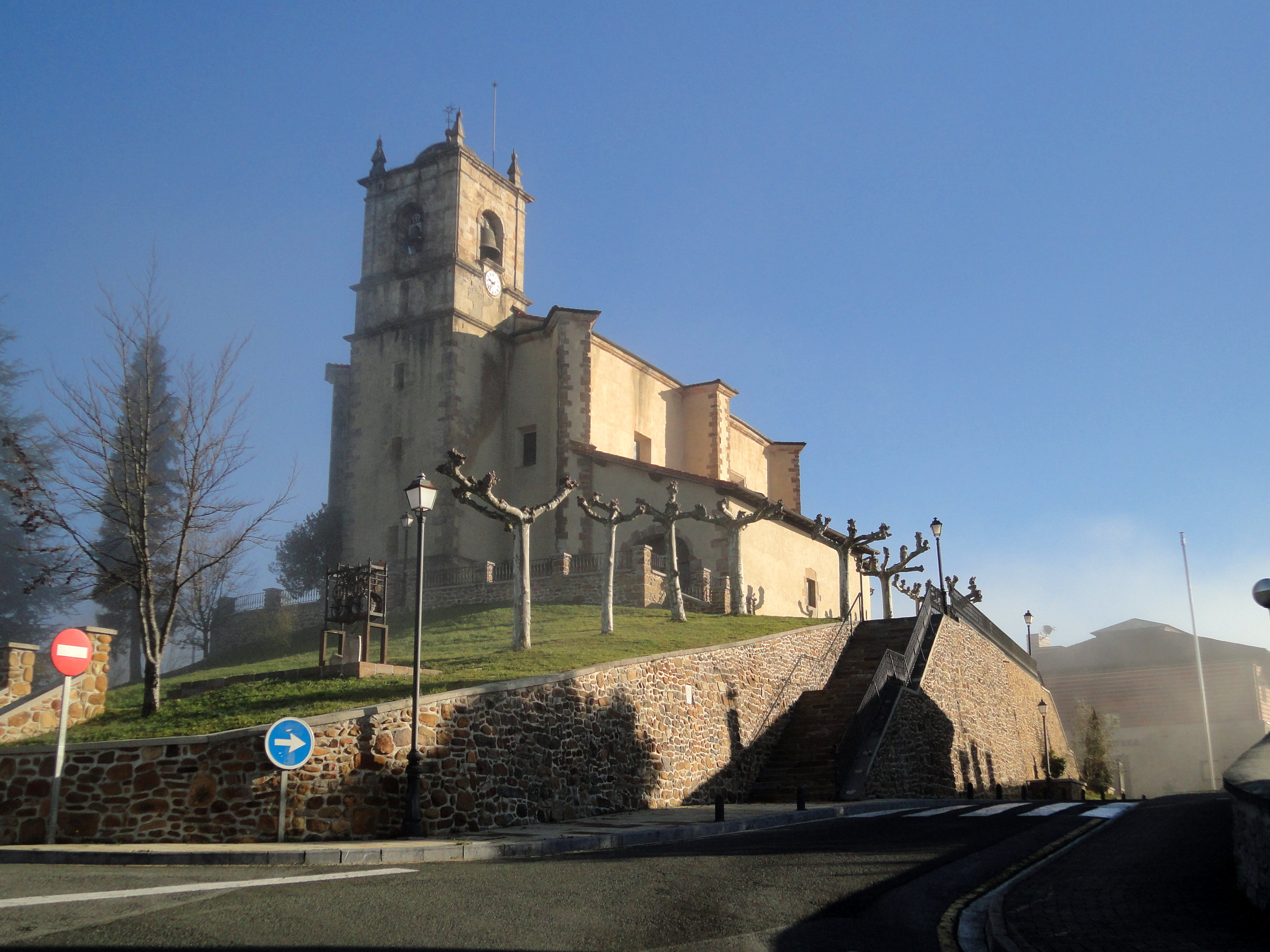
Johannes-der-Täufer-Kirche
- Kreuzkapelle
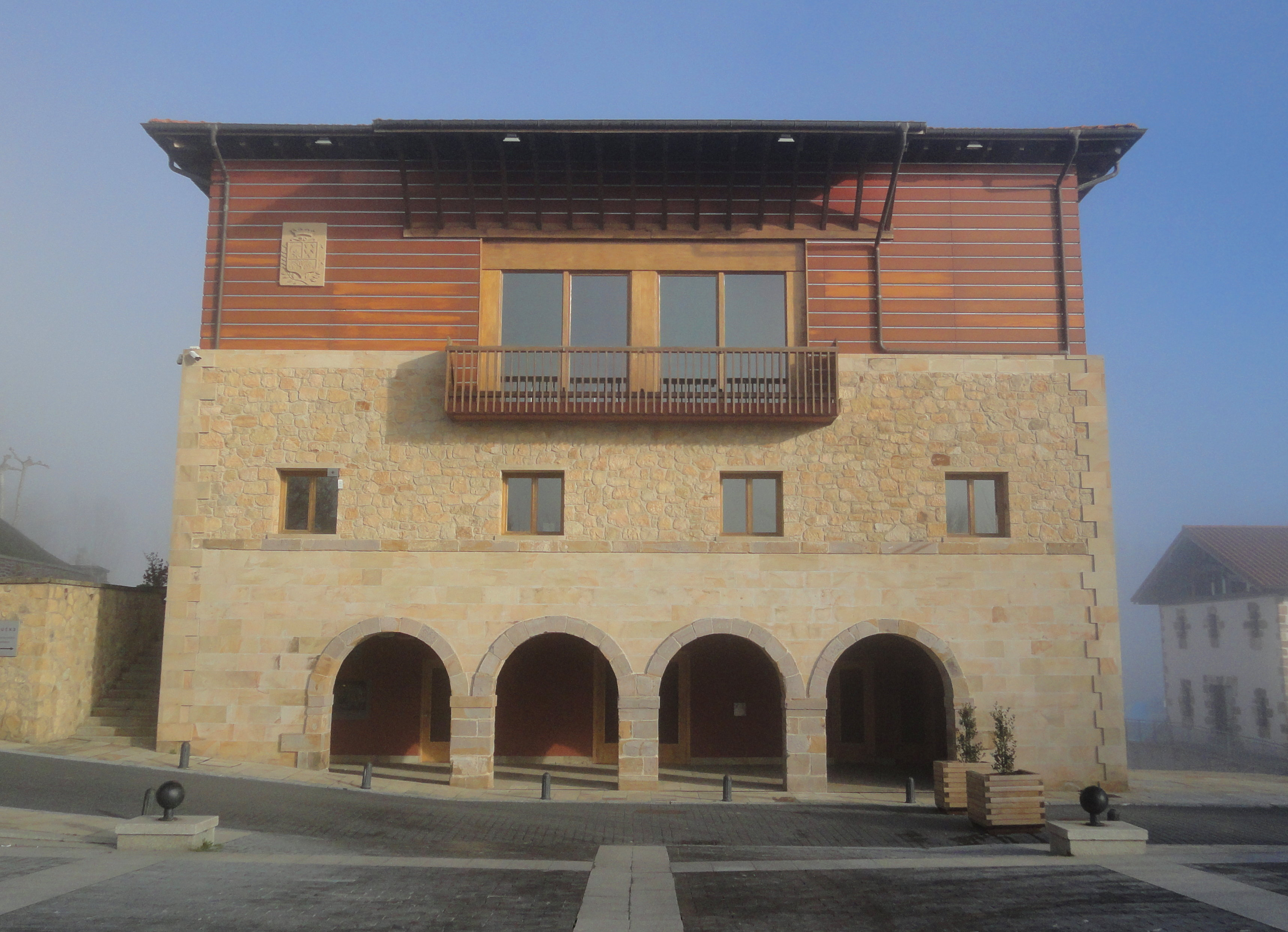
Rathaus

- Johannes-der-Täufer-Kirche
- Rathaus

## Persönlichkeiten
- Txiki Begiristain (* 1964), Fußballspieler